# 1963年7月20日の日食

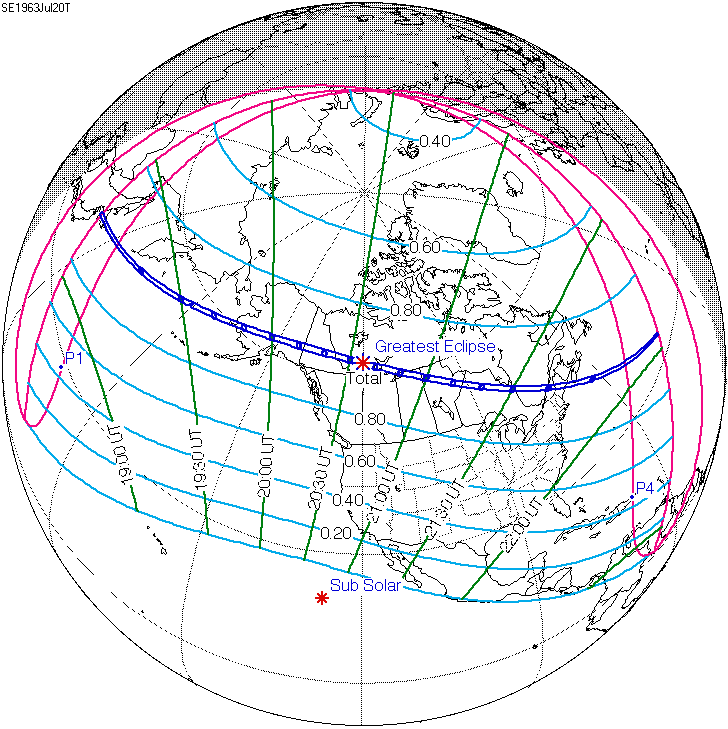

1963年7月20日の日食は、1963年7月20日（場所によっては7月21日）に観測された日食である。日本の北海道、ソ連の千島列島、アメリカのアラスカ州、カナダ、アメリカ本土のメイン州で皆既日食が観測され、北アメリカのほとんど、アジア北東部、ヨーロッパ北西部で部分日食が観測された。

## 通過した地域
皆既帯が通過した、皆既日食が見えた地域は北海道北東部、ソ連（現在のロシアに属する部分）千島列島（現地時間7月21日）、アメリカのアラスカ州南部、カナダのユーコン準州南部からノバスコシア州南西端までの広い範囲、アメリカ本土北東部のメイン州（現地時間7月20日）だった。皆既食の最大はカナダのノースウエスト準州南西部にあった。
日本の陸上で観測可能な皆既日食としては、20世紀で最後の事例だった。当時15歳で北海道に在住していた毛利衛は、この皆既日食を見て科学者になることを志したと述べている。
また、皆既日食が見えなくても、部分日食が見えた地域は北アメリカのほとんど（メキシコ南西部沿岸とパナマ地峡最南端沿岸のごく小さい部分を除く）、日本中北部、中国東北部の北東部、ソ連北東部と北部（現在のロシアに属する）、北ヨーロッパの北西半分、ブリテン諸島の北西半分、ポルトガル領アゾレス諸島、南アメリカ北部だった。そのうち北アメリカとヨーロッパではだいたい7月20日に日食が見え、アジアではだいたい7月21日に見え、ソ連のヨーロッパ部分の北極海沿岸にある、白夜のある一部の地域では深夜0時をまたいで7月20日から7月21日に見えた。

## 観測
カナダのドミニオン天文台、カナダ国立研究機構、サスカチュワン大学、イギリスのオックスフォード大学の科学者はカナダ空軍の飛行機に乗り、ノースウエスト準州のグレートスレーブ湖上空30,000フィート (9,100 m) で皆既日食を観測した。グレートスレーブ湖にはナビゲーションシステムの欠如のため、飛行機はカナダ南東部にある首都オタワからノースウエスト準州のフォートシンプソンまで飛び、またオタワに戻る必要があり、往復で約13時間だった。日食当日の7月20日、グレートスレーブ湖に薄い雲が40,000フィート (12,000 m) の高さまで存在し、光学観測は成果がなく、事前に飛行機で設置された機械は観測データを記録した。また、約100ノット (190 km/h; 120 mph) の風速の影響で、飛行機は予定より1分早く予定地点より西の場所で月の本影に入った。カナダ王立天文学会の科学者はケベック州のグランメルで電波観測をした。

## 文学とテレビドラマ
1963年7月15日から20日付けのアメリカ漫画「ピーナッツ」はこの皆既日食を言及した。登場人物のライナス・ヴァン・ペルトは安全な観察方法を解説し、太陽を肉眼で直接見ないよう呼びかけた。アメリカの作家スティーヴン・キングは1992年に刊行された小説「ジェラルドのゲーム」と「ドロレス・クレイボーン」でこの皆既日食をプロットの重要な部分として使った。2009年に放送されたテレビドラマ「マッドメン」のシーズン3の第7話「契約」（原題Seven Twenty Three、直訳で7·23）もこの皆既日食のことを示した。アメリカ作家ジョン・アップダイクは1968年の小説「カップルたち」で「この日以外に、（あの何年間）それほど不吉な日はたった1日、1962年10月ケネディとフルシチョフがキューバ上空で遇った水曜日だった」とこの皆既日食を言及した ([o]nly one other time had been so ominous [in those years], the Wednesday in October of 1962 when Kennedy had faced Khrushchev over Cuba) 。